# Estación Recreo (Tren Limache-Puerto)
Recreo es una estación del servicio Tren Limache-Puerto de EFE. Está ubicada en Avenida España a la altura de Recreo en Viña del Mar, en el Gran Valparaíso, Chile.

## Origen del nombre
Su nombre proviene debido al cerro Recreo que se encuentra al oriente de la estación, en la comuna de Viña del Mar.

## Historia

### SigloXX

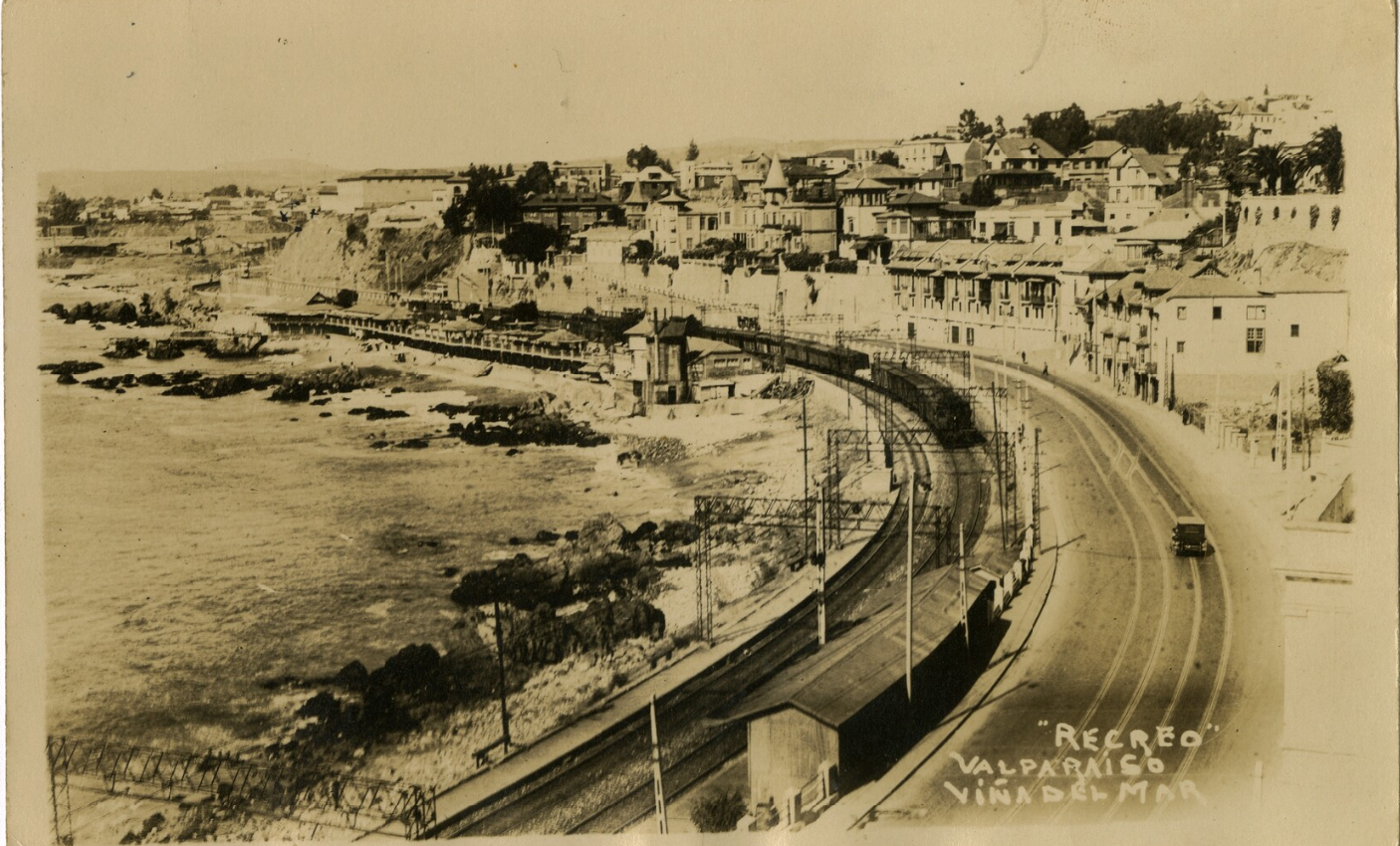
Estación Recreo en Avenida España (1927).

La estación Recreo fue habilitada en la década de 1930, coincidiendo con la conformación del barrio Recreo sobre los terrenos del cerro que le da su nombre.
Durante su existencia en la segunda mitad del siglo XX, su infraestructura original contaba con dos vías de paso y un andén central, en el cual se emplazaba un cobertizo que le otorgaba una imagen característica.

### SigloXXI
Con la construcción del nuevo sistema de transporte Tren Limache-Puerto, se demolió la infraestructura de pasajeros que existía previamente, para dar espacio a la construcción de una nueva estación de mesanina aérea que cuenta con una pasarela continua por sobre ambas calzadas de la Avenida España como acceso hacia los andenes, siendo inaugurada el 23 de noviembre de 2005.

## Infraestructura
Posee dos accesos: uno a través del Pasaje Covadonga y otro por Av. España, los cuales se juntan en una pasarela de estructura metálica, desde la cual se accede a la mesanina de la estación. 

## Alrededores
En su cercanía se ubica el Colegio Corazón de María y la Facultad de Arquitectura de la Pontificia Universidad Católica de Valparaíso. Durante el periodo de marcha blanca en el año 2005, fue la estación terminal.